# Xã Cypert, Quận White, Arkansas
Xã Cypert (tiếng Anh: Cypert Township) là một xã thuộc quận White, tiểu bang Arkansas, Hoa Kỳ. Năm 2010, dân số của xã này là 283 người.